# Conus julii
Conus julii é uma espécie de gastrópode do gênero Conus, pertencente à família Conidae.